# 大贝尔特桥
55°20′29″N 11°02′10″E / 55.34139°N 11.03611°E
大贝尔特桥（也有音译为斯托伯尔特桥）是一座连接丹麦西兰岛和菲英岛的大桥，横跨大贝尔特海峡。大桥由三部分组成，从西兰岛到斯普奥岛 (Sprogø)之间为悬索桥（东桥）和海底隧道，从斯普奥岛到菲英岛为箱梁桥（西桥）。通常把东桥称为大贝尔特桥。
大桥建立之前，只有摆渡来往于大贝尔特海峡两岸，需要花费1小时。1986年，大桥开始建造，1997年铁路交通率先竣工启用，1998年公路交通也随后开通，驾驶汽车通过大桥仅需10分钟，从位于西兰岛的首都哥本哈根到位于菲英岛的丹麦第三大城市欧登塞也缩短为75分钟。

## 历史
1987年6月10日，丹麦国会通过建造大贝尔特桥的议案。历经12年持续的建造工作后，1998年6月14日，丹麦女王玛格丽特二世主持了大桥的落成仪式。大贝尔特桥是丹麦建筑史上迄今为止最大的工程。

## 结构
大贝尔特桥是一座两车道铁路和四车道高速公路结合在一起的大桥，通过大贝尔特海峡中间的小岛斯普奥岛。这项工程被分成三个部分，公路专用的东桥、铁路专用的东海底隧道，铁路公路两用的西桥。

### 东桥
东桥（Østbroen）建于1991年到1998年之间，是一座公路悬索桥，全长为6790米，其中最长的跨距为1624米，在其建成时位列世界上第二长跨距悬索桥，仅次于同年4月建成的日本明石海峡大桥。桥面宽度为31米，桥塔高度为254米，是丹麦的固定建筑的最高点。

### 西桥
西桥（Vestbroen）建于1988年到1994年之间，是一座箱梁桥，长度为6611米，桥面宽度为25米，有62个桥墩，51个跨度为110米的桥孔和12个跨度为81米的桥孔。实际上，这是一座由两座独立的桥连接在一起的桥。北面为铁路桥，南面为公路桥。不过，两座桥坐落在相同的桥基上。

### 隧道
东隧道（Østtunnelen）是双孔隧道结构，长度为8公里，每隔250米有通道连接两条平行的主隧道。铁路控制设备就安装在连接通道中，同时也作为发生事故时的紧急逃生路线。

## 交通情况

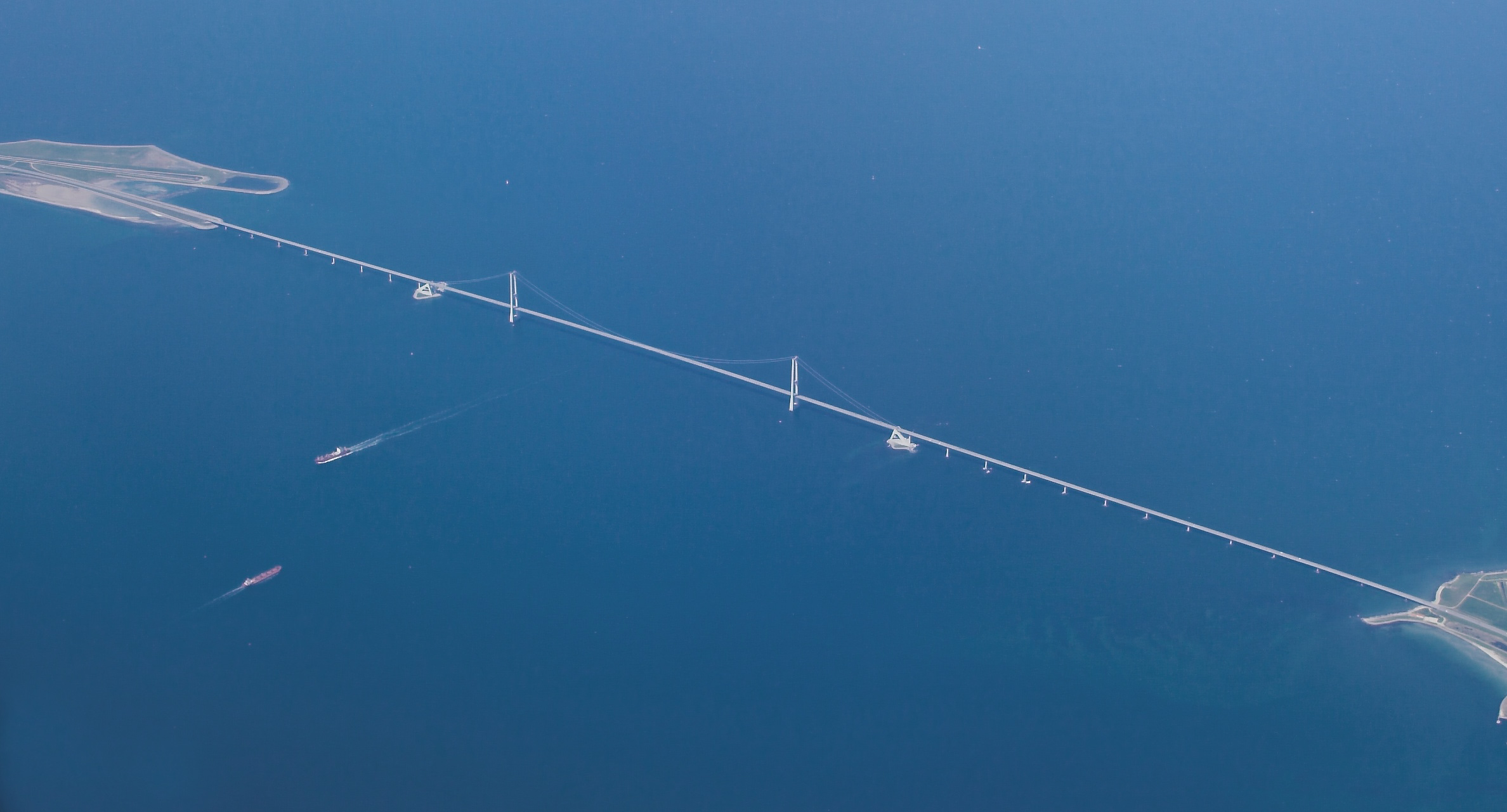
从空中鸟瞰东桥

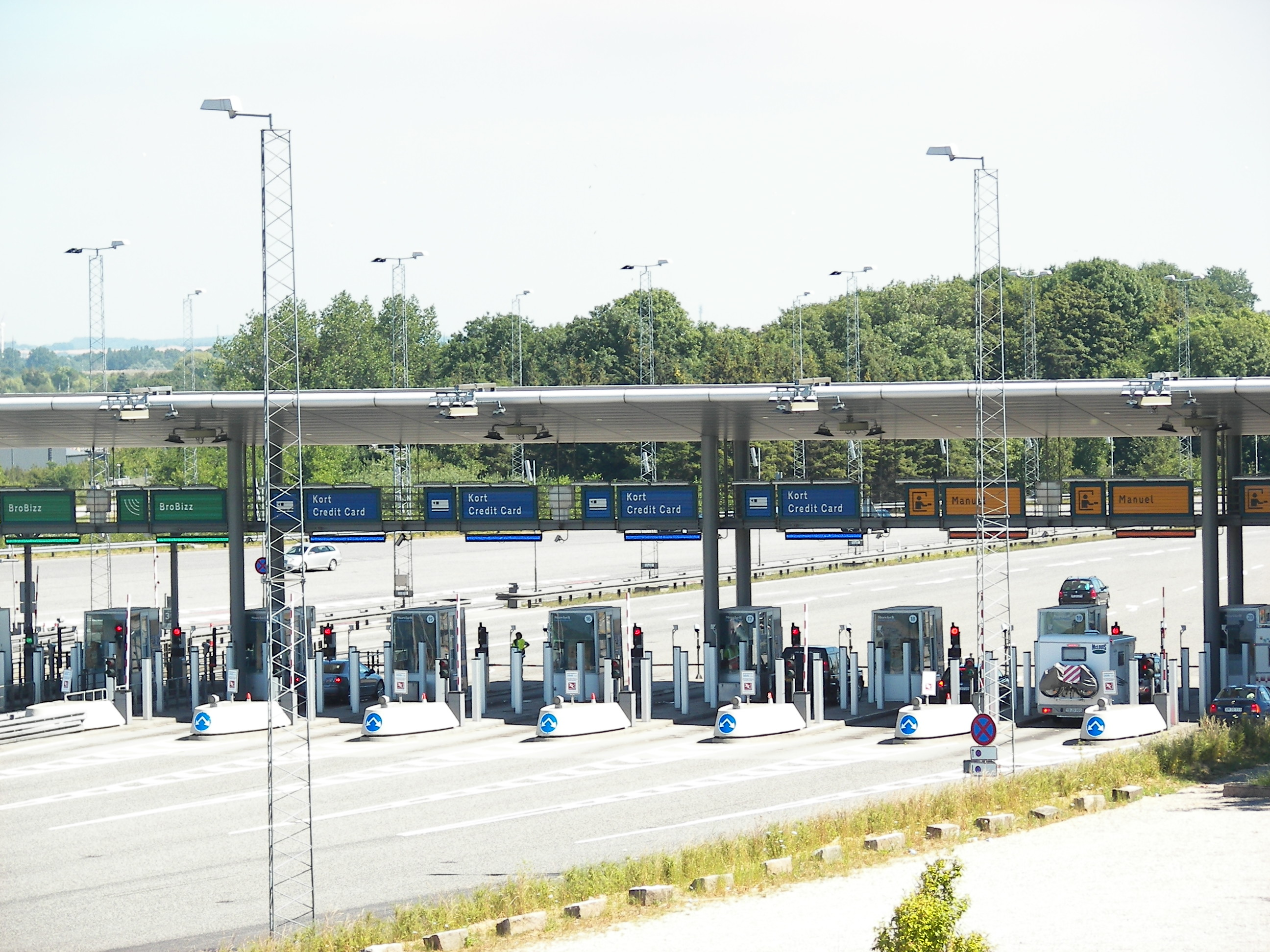
大贝尔特桥收費站

在大桥建造之前，每天摆渡的车辆为8,000辆。1998年6月大桥开通至该年年底，通过大桥的车辆为3,700,139辆。
2006年，总计通过大桥的车辆为10,080,148辆，平均每天通过大桥的车辆为27,600辆。
大贝尔特桥大大缩短了丹麦旅行东西两岛的交通时间。以前，如果加上等待时间，摆渡需要花费90分钟。如果是非高峰时间，如周末和假日，等待时间更长。大桥落成后，驾驶汽车通过大桥仅需10分钟。
相比公路交通，乘坐火车旅行的时间优势更加明显。DSB公司是大桥铁路主要运营商。从位于哥本哈根到欧登塞的最短时间为1小时15分钟；哥本哈根到奧登斯的时间为2小时分钟。从哥本哈根到欧登塞的飞机航班也早已取消；火车也占据了哥本哈根到奧登斯的主要市场份额。
从国际角度来看，大贝尔特桥和厄勒海峡大桥一起连接了西部的欧洲大陆和北部的斯堪的纳维亚，将除冰岛、马耳他、塞浦路斯和一起岛屿之外整个欧盟地区连接起来。对于货运的意义更为重大，通过这两座大桥，瑞典和德国之间的货运畅通无阻，甚至可以从瑞典一直运送到英国。由于铁路运力不足，因此来往瑞典和德国的渡轮依旧存在。

### 收费标准
由于大桥建造成本颇高，因此通过大桥需要支付费用。
2007年，大贝尔特桥几种典型车辆收费标准如下：
| 车辆类型         | 丹麦克朗（DKK） | 欧元（EUR） |
| 摩托车           | 105             | 15          |
| 普通轿车         | 205             | 29          |
| 普通房车和小货车 | 310             | 44          |
| 大房车、卡车     | 615             | 87          |
| 大型公共汽车     | 970             | 138         |
| 铁路票           | 78              |             |